# Leonardo Zamora Balcázar
Leonardo Hernán Zamora Balcázar (Talagante , Chile, 27 de enero de 1952) es un exfutbolista chileno. Jugaba como extremo izquierdo.

## Trayectoria
Oriundo de Talagante, en 1972 defendió a Soinca Bata en el Campeonato Regional Central. En 1973 firmó con Santiago Wanderers de la Primera División,donde estuvo por dos temporadas.En 1975 firmó con Universidad Católica, que en ese entonces estaba en la Primera B (en ese entonces, Segunda División), donde logró salir campeón de la categoría, con compañeros como Eduardo Bonvallet, Alberto Fouillioux, Roberto Hernández, Héctor Olivos, Guillermo Yávar, entre otros, y bajo la dirección técnica de Jorge Luco.
En 1976 firmó con Palestino, en donde estuvo por 3 temporadas. Con el equipo tetracolor se coronó campeón de Copa Chile 1977 y de la Primera División 1978. Para la temporada 1979, regresa a la región de Valparaíso, para esta vez firmar con Everton, en donde estuvo hasta 1983. Tuvo destacadas campañas individuales, sin embargo formó parte del equipo que descendió en 1980 a la Segunda División, pero que regresó a la categoría de oro del fútbol chileno en 1982.
Tras una campaña con Trasandino en 1984, se retira del fútbol a fines de la temporada 1985 defendiendo los colores de Everton.

## Selección nacional
Representó a la Selección de fútbol de Chile en el Preolímpico 1976. La Roja terminó en el quinto lugar. En 1980, formó parte de la selección adulta, sin ver minutos en partidos oficiales.

### Participaciones en sudamericanos
| Torneo           | Sede   | Resultado    |
| ---------------- | ------ | ------------ |
| Preolímpico 1976 | Recife | Quinto lugar |

## Clubes
| Club                 | País  | Año       |
| -------------------- | ----- | --------- |
| Soinca Bata          | Chile | 1972      |
| Santiago Wanderers   | Chile | 1973-1974 |
| Universidad Católica | Chile | 1975      |
| Palestino            | Chile | 1976-1978 |
| Everton              | Chile | 1979-1983 |
| Trasandino           | Chile | 1984      |
| Everton              | Chile | 1985      |

## Palmarés

### Títulos nacionales
| Título                                        | Club                 | País  | Año  |
| --------------------------------------------- | -------------------- | ----- | ---- |
| Primera B                                     | Universidad Católica | Chile | 1975 |
| Copa Chile                                    | Palestino            | Chile | 1977 |
| Primera División                              | Palestino            | Chile | 1978 |
| Campeonato de Apertura de la Segunda División | Everton              | Chile | 1982 |

### Distinciones individuales
| Distinción                                 | Año  |
| ------------------------------------------ | ---- |
| Máximo goleador de la Copa Chile (6 goles) | 1981 |